# 고등판무관 (영국 연방)

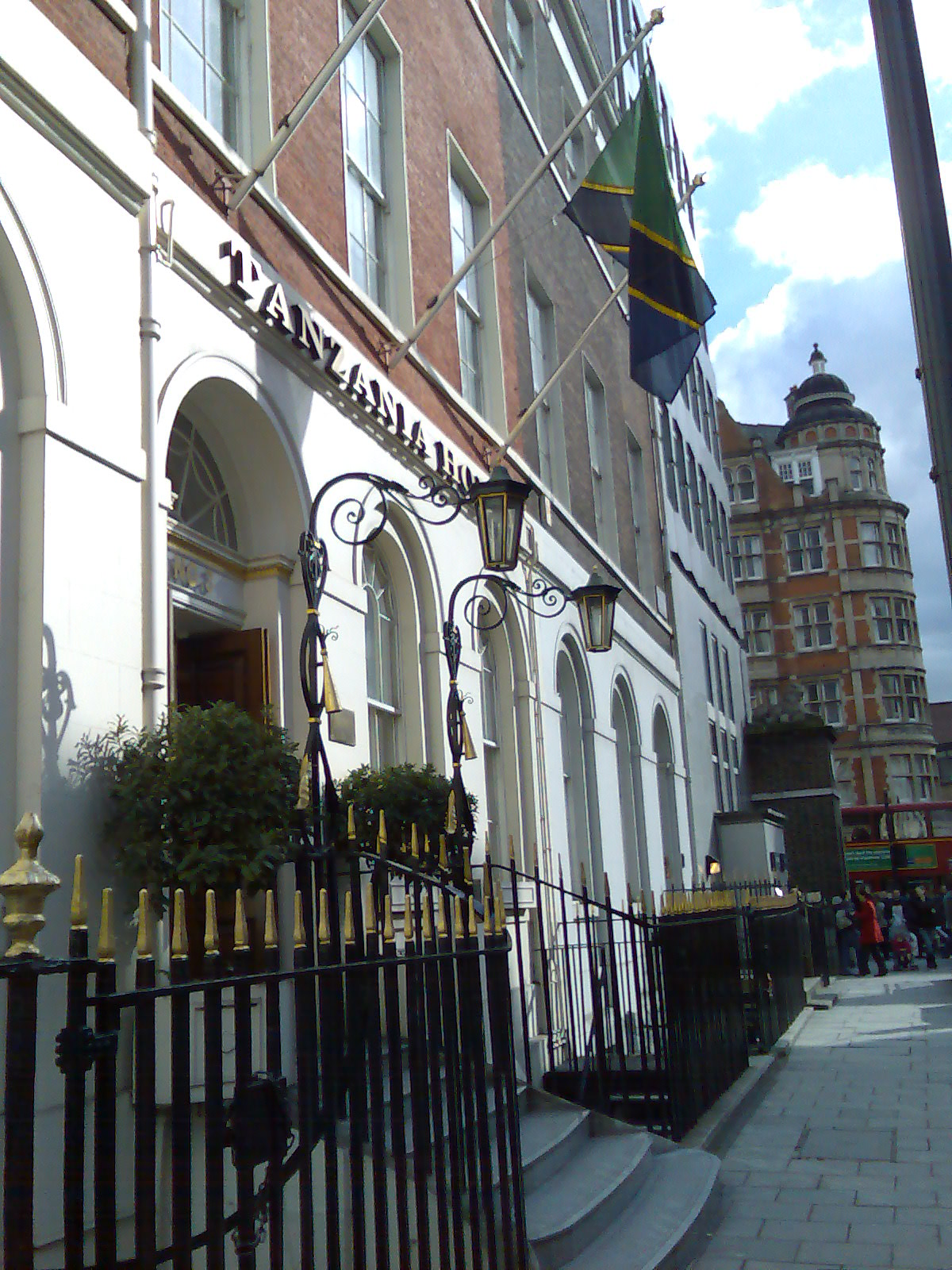
영국 런던 주재 탄자니아 고등판무관 사무소

영국 연방의 고등판무관(高等辦務官, 영어: High commissioner 하이 커미셔너[*])은 영국 연방 가맹국 상호간에 파견되는 선임 외교관으로, 특명전권대사에 대한 대우에 더하여 행한다. 고등판무관이 근무하는 외교 공관은 고등판무관 사무소(高等辦務官 事務所, 영어: High commission 하이 커미션[*])라고 부른다.

## 역사
고등판무관은 영국 런던 소재의 중앙 정부에서 대영 제국에서 소속된 보호국과 국왕의 통치권이 아직도 미치지 않았던 영토를 관리하였던 임무로 시작되었다. 왕령식민지들은 군주를 대변하는 대리인이 통치하였다. 옛날의 자치령이나 대표적인 식민지는 군주 밑에서 임명하는 부왕인 총독이 통치하였다.
예를 들면 키프로스는 1878년부터 영국의 통치를 받았지만 명목상 오스만 제국에 속한 종주국이었다. 키프로스에서 영국 정부를 대변하였던 대표자 겸 키프로스의 행정을 맡았던 수장은 고등판무관이었다. 1925년부터 키프로스가 왕령식민지로 승격함으로써 고등판무관이 동시에 총독(영어: Governor)으로 승격하였다.
고등판무관은 탈식민지화의 마지막 단계를 주도할 수 있다. 예를 들면 왕령식민지였던 세이셸은 자치권을 공포하였던 1975년부터 영국 연방 소속의 공화국으로 체제로 개헌하였던 1976년까지 세이셸의 총독이 고등판무관의 역할을 수행하였다. 현재 고등판무관은 영국 연방 소속국 간 대사급 외교관에 쓰인다.

## 영국의 간접 통치
외교관으로서 영국의 공사는 간혹 외국의 통치자의 뜻으로 임명한 경우가 있지만 마찬가지로 고등판무관은 다른 나라를 간접 통치를 맡았던 영국의 대리인으로 임명할 수 있다. 그러므로 고등판무관은 변리공사처럼 외국의 통치자와 그가 통치하는 나라와 더불어 외교관계를 관리할 수 있다. 그리고 고등판무관도 밑에서 몇몇의 판무관 또는 이와 비슷한 역할을 수행하는 관리를 거느릴 수 있다.
한 지역이 특정한 관심이 있는 경우는 영국 정부가 총고등판무관(영어: Commissioner-General)을 임명하여 고등판무관과 총독(영어: Governor) 여러 명을 통제할 수 있었다. 예를 들면 영국령 말라야, 싱가포르, 그리고 영국령 보르네오의 책임을 맡았던 동남아시아 총고등판무관(영어: Commissioner-General for the United Kingdom in South East Asia)이 있었다. 현재는 총고등판무관이라는 직책을 사용하지 않는다.

## 총독의 역할을 수행하는 고등판무관
19세기에 남부 아프리카 고등판무관의 역할은 영국 케이프 식민지의 총독의 역할도 겸하였다. 그래서 그 특정한 영국령 식민지를 관리하였던 일과 그 근처의 보어인 정착지와 교섭을 맺었다.
역사적으로 베추아날란드, 바수톨란드, 에스와티니는 남아프리카 연방의 총독이 1930년대까지 통치하는 고등판무영토(영어: High Commission Territories)로 불렸다. 남아프리카 연방의 총독도 고등판무영토에서 영국의 고등판무관으로 각 영토의 대표자와 함께 통치하였다. 이어서 고등판무영토 중에 하나를 대표하였던 판무관은 남아프리카 연방에 주재하는 영국의 고등판무관의 역할을 겸하여 고등판무영토를 통치하였다.

## 참고 자료
1. ↑  옛날의 왕령식민지들은 현재 영국의 해외 영토로 이름을 대체하였다. 해외 영토에서 군주를 대변하는 사람은 영어로 Governor이라고 부른다.

## 같이 보기
- 외교 공관
- 대사관
- 영사관
- 고등판무관